# Anjavidiella
Genre
Anjavidiella est un genre de collemboles de la famille des Bourletiellidae.

## Distribution
Les espèces de ce genre sont endémiques de Madagascar.

## Liste des espèces
Selon Checklist of the Collembola of the World (version du 14 août 2019) :
- Anjavidiella andoharianensis Betsch, 1980
- Anjavidiella andringitrensis Betsch, 1980
- Anjavidiella anjavidilavensis Betsch, 1980
- Anjavidiella ankaratrensis Betsch, 1974
- Anjavidiella vohidrayensis Betsch, 1980

## Publication originale
- Betsch, 1974 : Étude des Collemboles de Madagascar. II. - Principaux cadres génériques des Symphypléones de l'étage montagnard. Bulletin du Muséum National d'Histoire Naturelle, 3e série, Zoologie 147, vol. 219, p. 529-569.